# Кухня Вануату

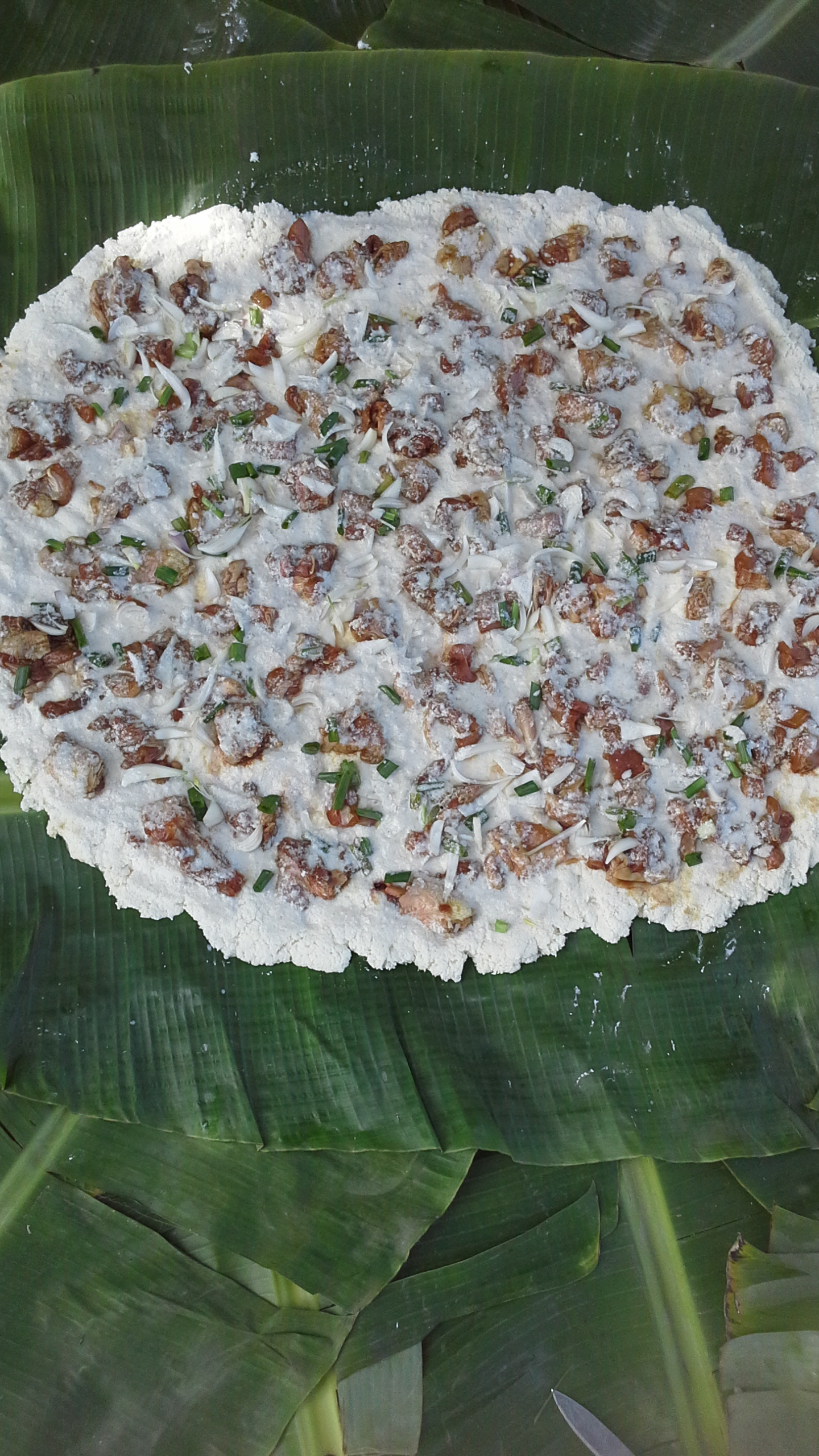
Лаплап, национальное блюдо Вануату

Кухня Вануату (бисл. aelan kakae) включает в себя рыбу, корнеплоды, такие как таро и ямс, фрукты и овощи. Большинство островных хозяйств выращивают пищу в своих садах, по этой причине нехватка продовольствия встречается редко. Папайи, ананасы, манго, бананы и батат выращивают в течение большей части года. Кокосовое молоко и крем используются для ароматизации многих блюд. Большая часть пищи готовится с использованием горячих камней или путем кипячения и пропаривания; немногая часть блюд поджаривается. Поскольку Вануату является одним из немногих южнотихоокеанских регионов, находящихся под влиянием внешнего мира, кухня Вануату имеет многокультурный характер.

## Основные ингредиенты
Для приготовления блюд кухни Вануату используются несколько основных ингредиентов, в том числе ямс, таро, банан, кокос, сахарный тростник, тропические орехи, мясо, зелень, птицу и морепродукты. Коренное население в Вануату обычно самостоятельно производят большую часть своей пищи, за исключением таких продуктов, как рис или консервированная рыба.

## Традиционные напитки
Кава, традиционный безалкогольный напиток, чрезвычайно популярен в Вануату. Некогда престижный напиток, приготовляемый из Piper methysticum, его обычно пьют в сумерках, перед ужином, в основном мужчины, но всё чаще женщины. Напиток оказывает мягкое наркотическое и расслабляющее воздействие на человека, но в основном ценится за расслабленную атмосферу, с которой он традиционно ассоциируется, как в городских, так и в сельских районах (в частности, популярен в накамале).

## Традиционные блюда
Национальным блюдом Вануату является лаплап — испечённый пудинг. Он состоит из тертого ямса, банана, маниока или таро. Ингредиенты смешиваются с кокосовым молоком и солью, затем запекается под горячими камнями.
Еще одно популярное блюдо — симборо. Блюдо похоже на долму, представляет собой парный рулет, в который завернуты тёртое мясо, маниок, ямс, таро или мука, завёрнутая в листья банана и покрытая кокосовым молоком.
Также ведётся охота на летучих лисиц, употребляемых в пищу в тушёном виде.
Кокосовый краб является одним из уникальных видов на Вануату. Тем не менее, многие рестораны на островах перестали предлагать это блюдо, так как краб находится на грани вымирания.